# Örökifjú tulajdonság
Az örökifjú tulajdonság egy valószínűségszámításban használt fogalom.
A X valószínűségi változó örökifjú tulajdonságú (vagy röviden örökifjú), ha minden {\displaystyle a\geq 0} és {\displaystyle b\geq 0} számra teljesül, hogy
{\displaystyle P(X>a+b\,\mid \,X>a)=P(X>b)} vagy {\displaystyle P(X\geq a+b\,\mid \,X\geq a)=P(X\geq b)}. (A kettő megkülönböztetésének folytonos valószínűségi változóknál nincs jelentősége.)
Szemléletesen, ha például a valószínűségi változó egy eszköz élettartama, akkor az örökifjú tulajdonság azt jelenti, hogy a valamilyen életkorú eszköz ugyanakkora eséllyel nem romlik el még t ideig, amekkora eséllyel nem romolna el t ideig, ha új lenne.

## Példák

### Folytonos valószínűségi változó
Az exponenciális eloszlású valószínűségi változó örökifjú tulajdonságú.
Bizonyítás:
Mivel {\displaystyle P(X<x)=1-e^{-\lambda x}} minden {\displaystyle x\geq 0} számra, ezért {\displaystyle P(X>x)=e^{-\lambda x}} minden {\displaystyle x\geq 0} számra, és így
{\displaystyle P(X>a+b\,\mid \,X>a)={\frac {P(X>a+b\,\cap \,X>a)}{P(X>a)}}={\frac {P(X>a+b)}{P(X>a)}}={\frac {e^{-\lambda (a+b)}}{e^{-\lambda a}}}=e^{-\lambda b}=P(X>b)}.
Megmutatható, hogy csak az exponenciális eloszlás örökifjú tulajdonságú a folytonos eloszlások közül, vagyis ha egy folytonos valószínűségi változó örökifjú tulajdonságú, akkor exponenciális eloszlást követ.

### Diszkrét valószínűségi változó
A geometriai eloszlás is örökifjú tulajdonságú.
Ha {\displaystyle P(X=n)=p(1-p)^{n}}, abban az esetben {\displaystyle P(X\geq n)=(1-p)^{n}}, ugyanis
{\displaystyle P(X\geq n)=\sum _{i=n}^{\infty }p(1-p)^{i}=(1-p)^{n}\sum _{i=0}^{\infty }p(1-p)^{i}=(1-p)^{n}{\frac {p}{1-(1-p)}}=(1-p)^{n}}.
Ezért
{\displaystyle P(X\geq a+b\,\mid \,X\geq a)={\frac {P(X\geq a+b\,\cap \,X\geq a)}{P(X\geq a)}}={\frac {P(X\geq a+b)}{P(X\geq a)}}={\frac {(1-p)^{a+b}}{(1-p)^{a}}}=(1-p)^{b}=P(X\geq b)}.
Ha pedig {\displaystyle P(X=n)=p(1-p)^{n-1}}, abban az esetben {\displaystyle P(X>n)=\sum _{i=n+1}^{\infty }p(1-p)^{i-1}=\sum _{i=n}^{\infty }p(1-p)^{i}=(1-p)^{n}}, a fentihez hasonlóan. Ebből következően
{\displaystyle P(X>a+b\,\mid \,X>a)={\frac {P(X>a+b\,\cap \,X>a)}{P(X>a)}}={\frac {P(X>a+b)}{P(X>a)}}={\frac {(1-p)^{a+b}}{(1-p)^{a}}}=(1-p)^{b}=P(X>b)}.
A diszkrét eloszlások közül a geometriai az egyetlen örökifjú tulajdonságú.